# Beli Majdan
Beli Majdan, cyr. Бели Мајдан – stary kamieniołom znajdujący się w miejscowości Rakovac w obrębie pasma górskiego Fruška Gora.

## Informacje ogólne
Beli Majdan powstał na skutek eksploatacji miejscowych złóż kamienia, który prawdopodobnie posłużył do budowy miejscowego monastyru. Kamieniołom zamknięty został w latach 30. XX wieku. Znajduje się kilkaset metrów od głównej drogi w Rakovacu. Prowadzi do niego ścieżka wyłącznie dla pieszych.

## Galeria

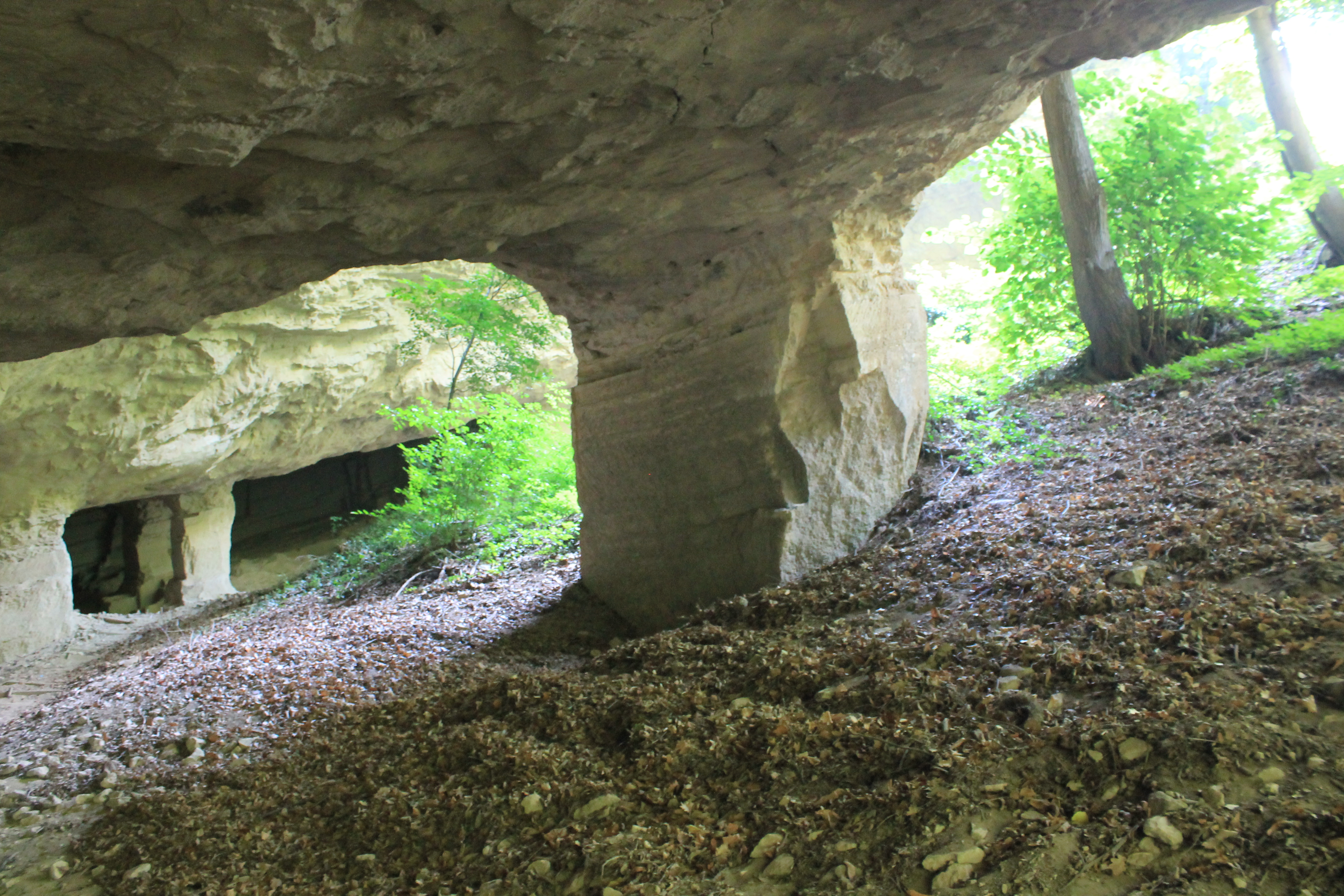
Podpora stropu
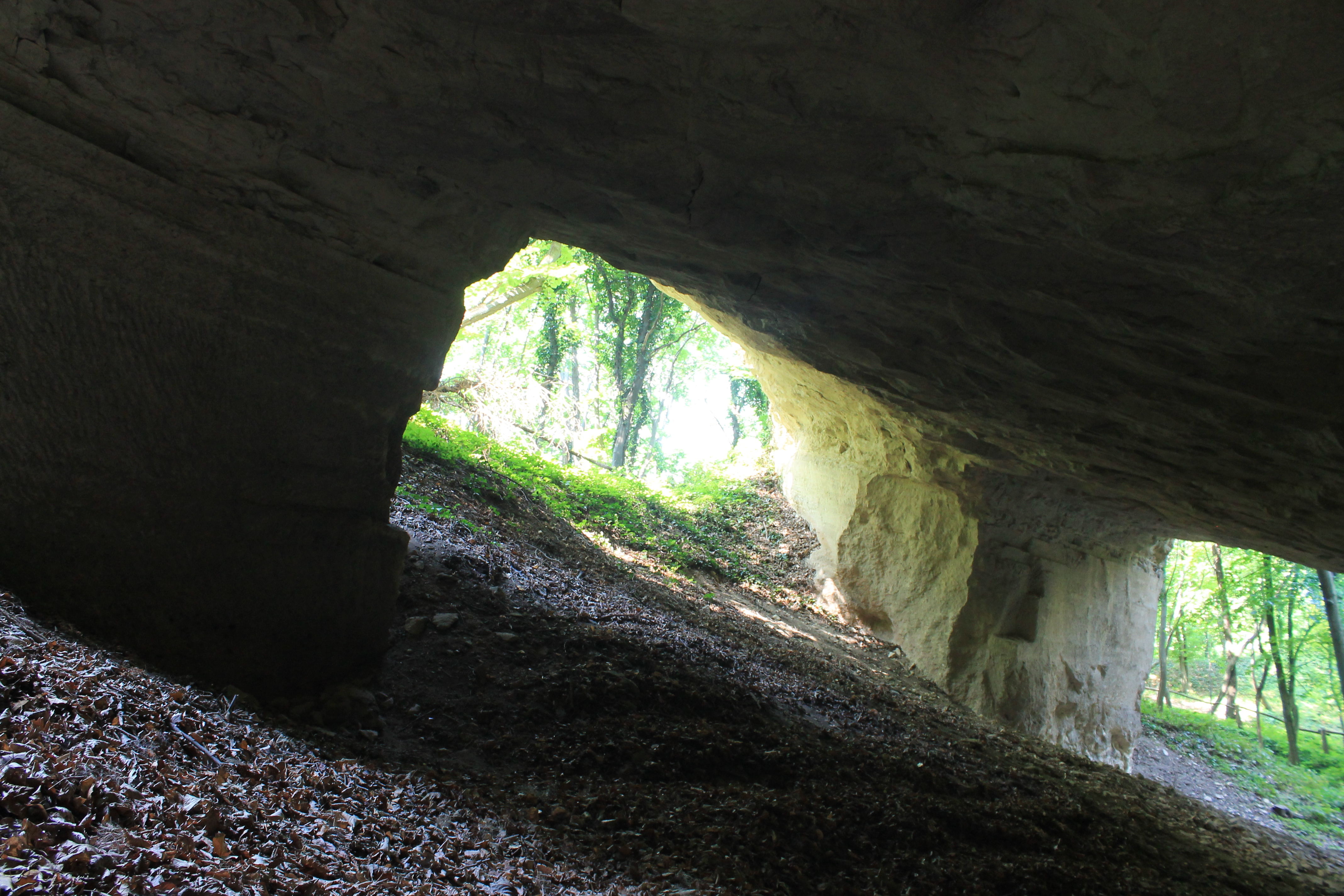
Wnętrze kamieniołomu
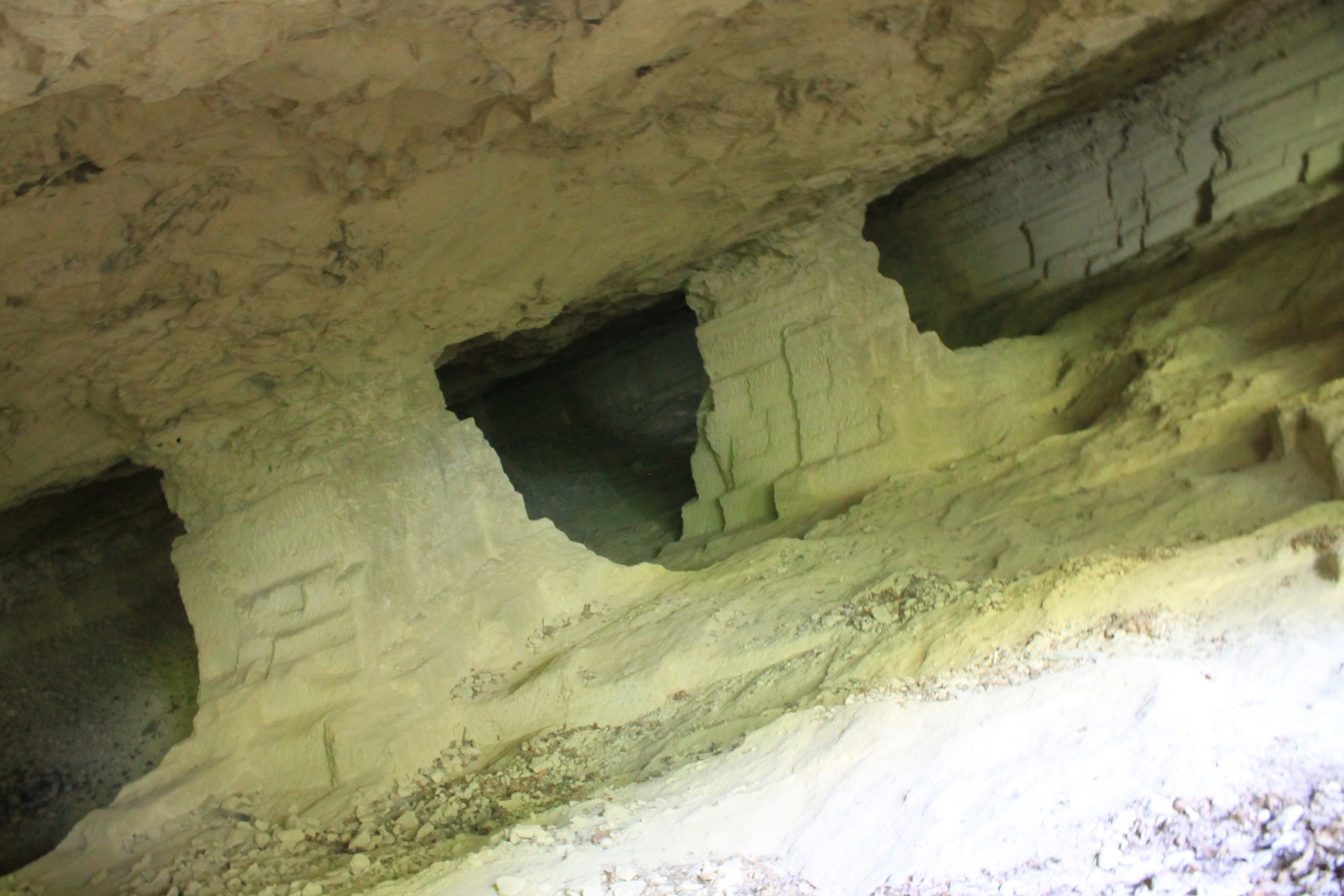
Kamienne podpory w głębi kamieniołomu
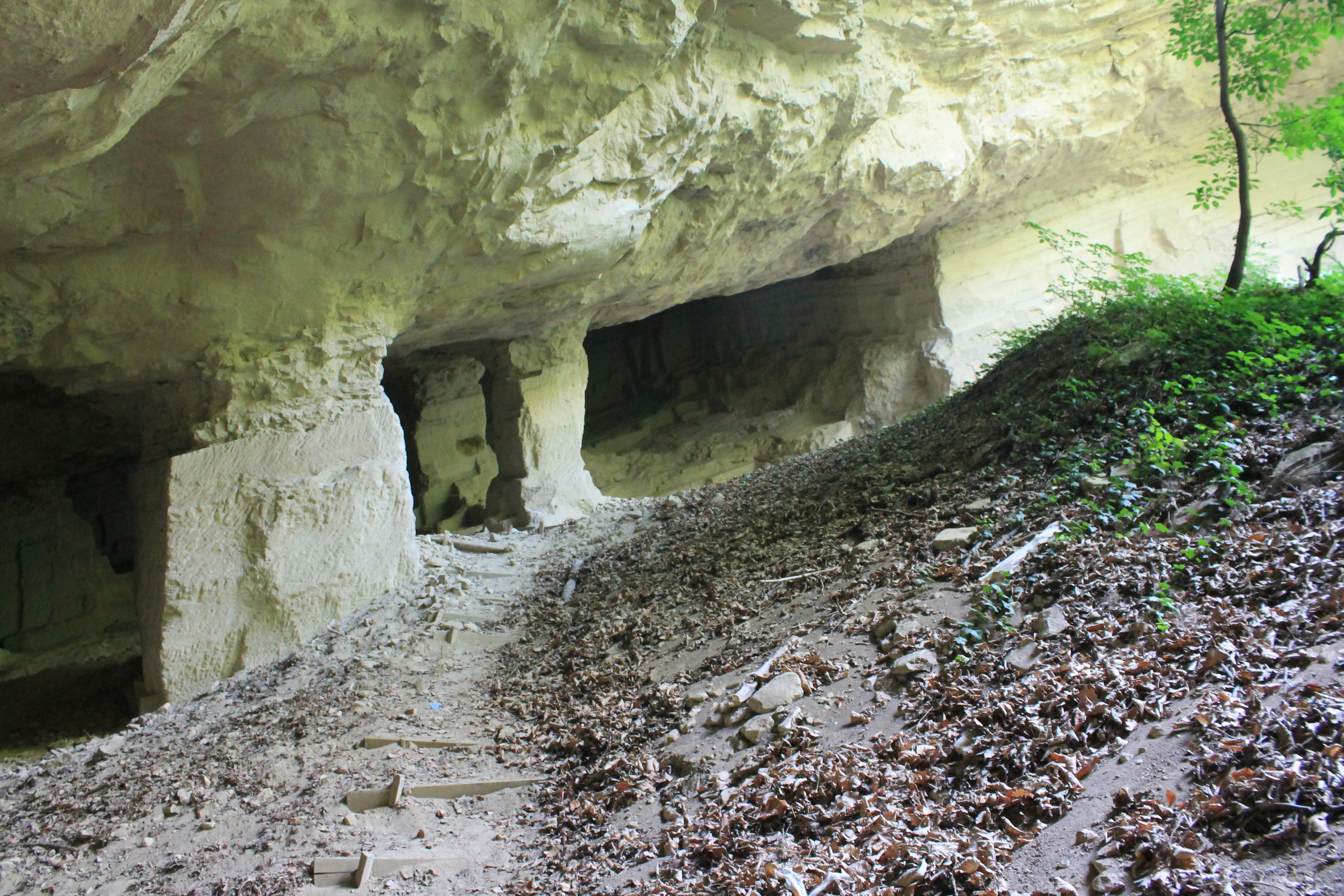
Widok na kamieniołom z zewnątrz
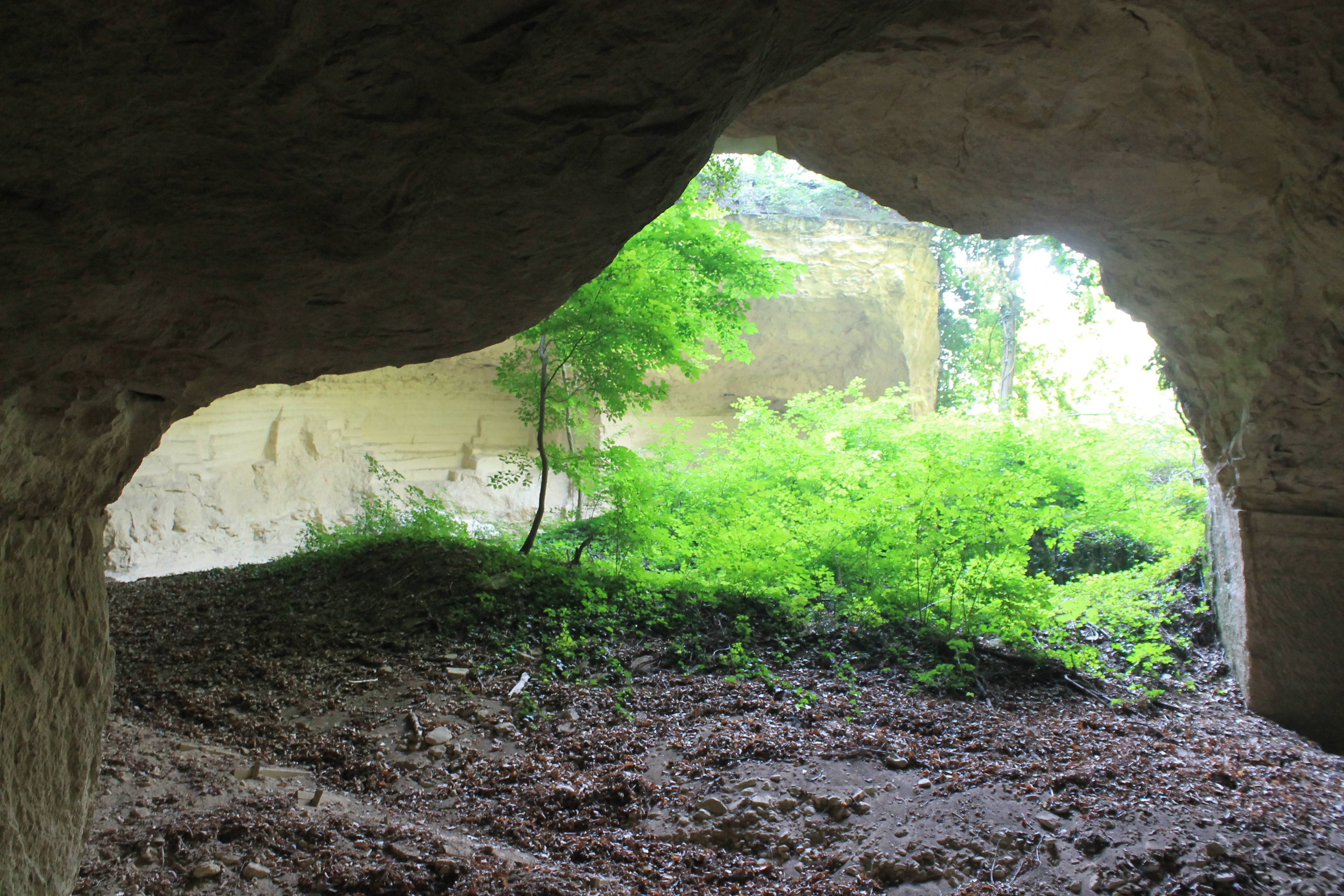
Jeden z otworów
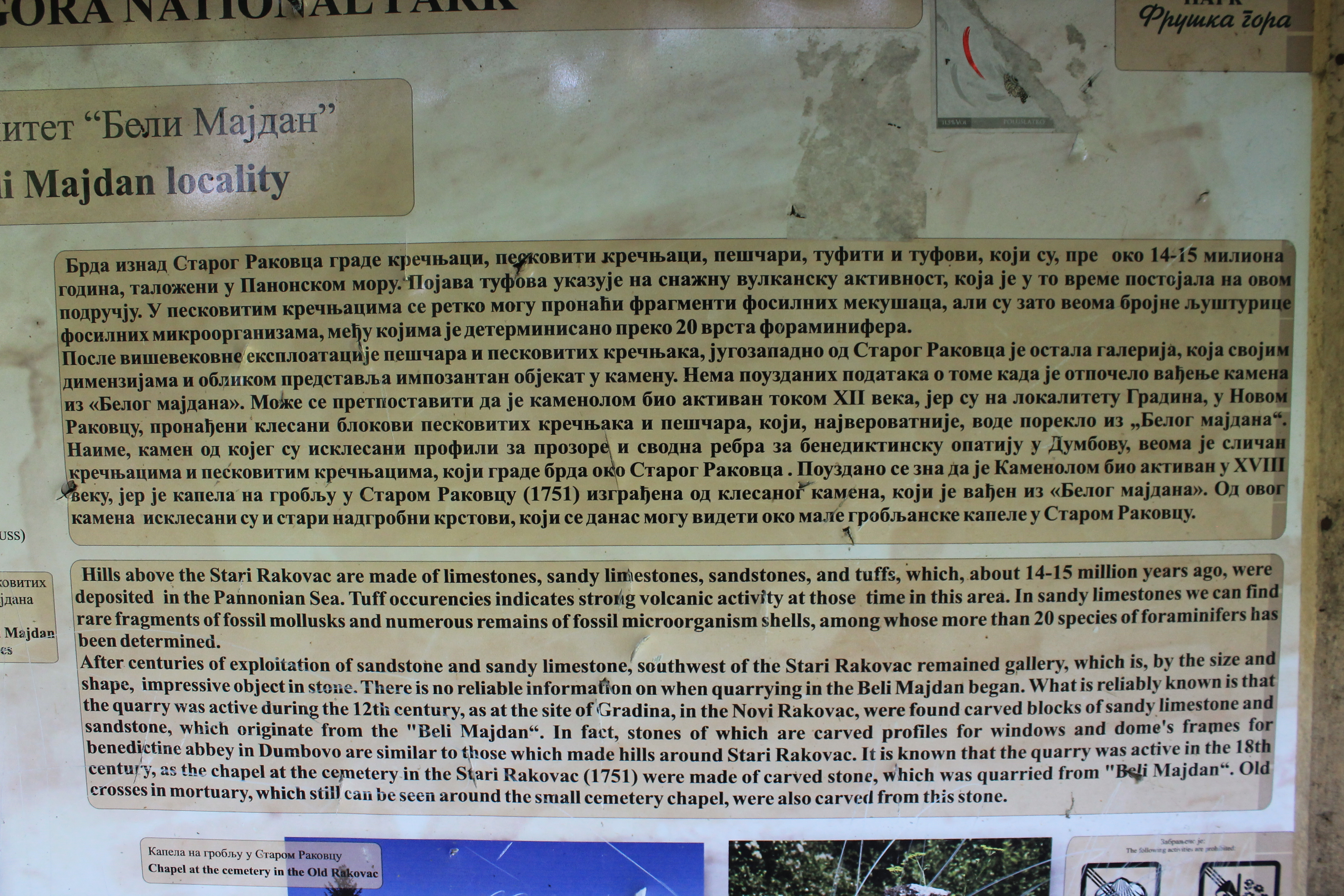
Tablica informacyjna w języku serbskim i angielskim
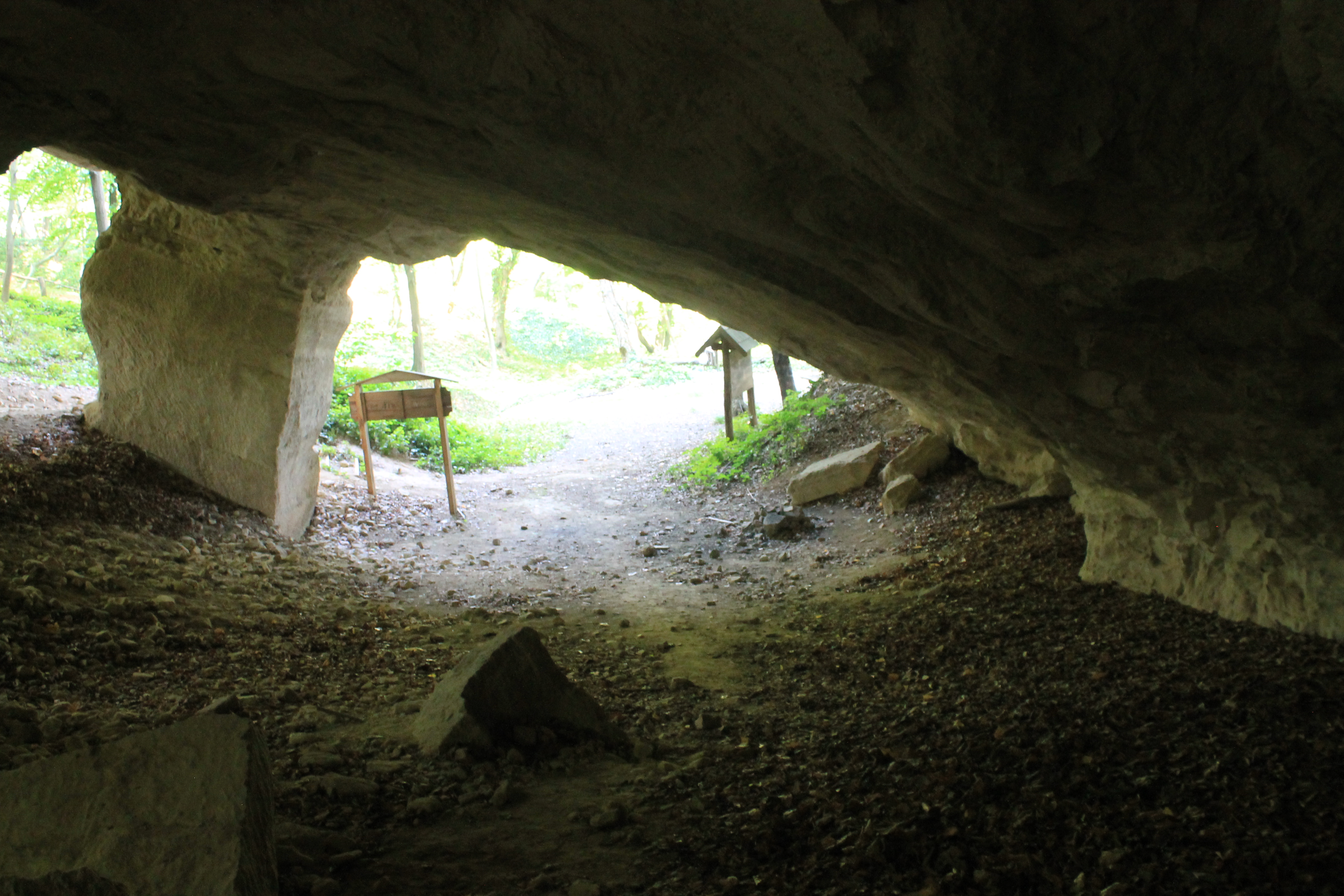
Widok ze środka kamieniołomu
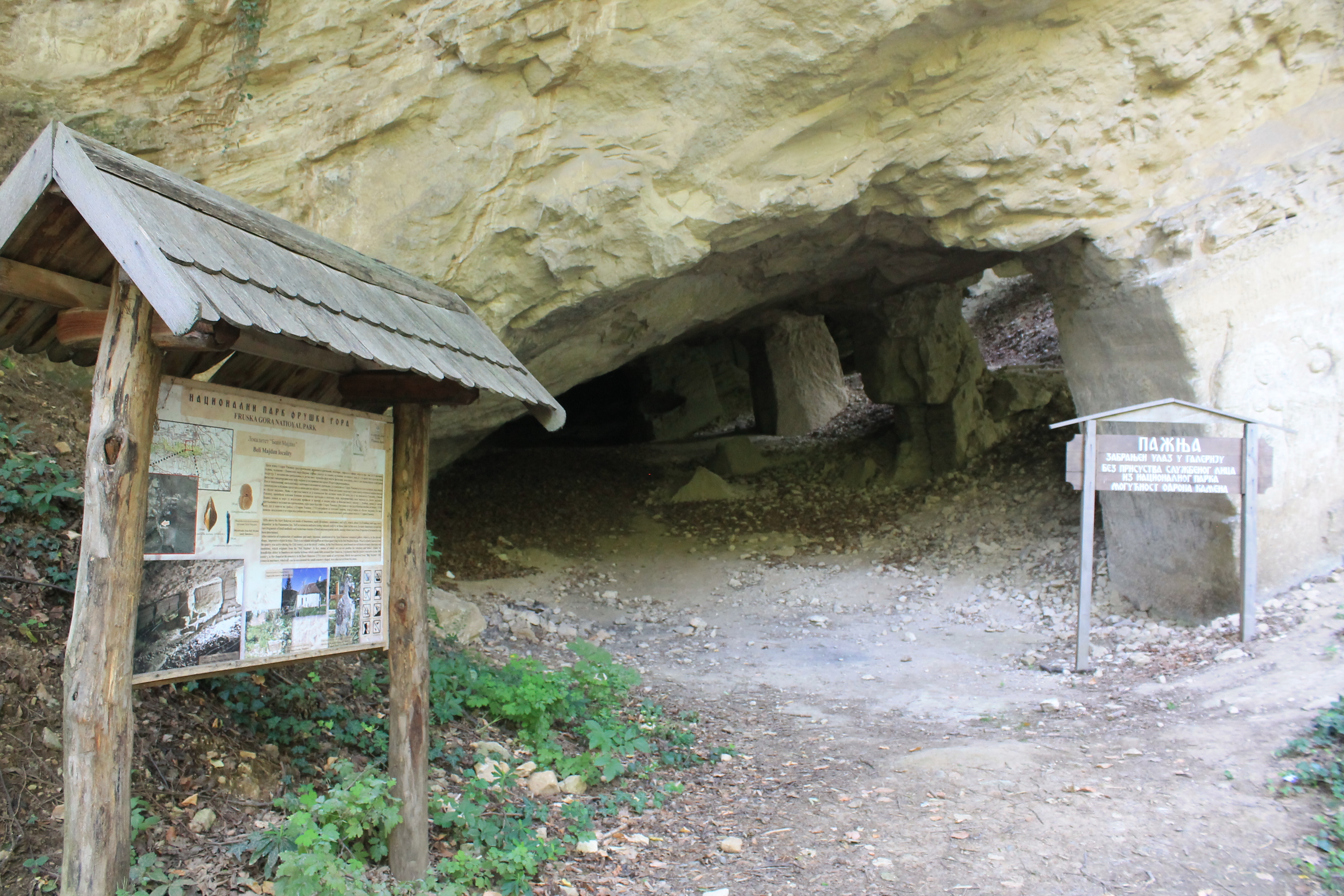
Wejście do kamieniołomu